# Eliteavia (Maroc)
eliteavia Maroc est une compagnie aérienne marocaine à bas prix créée en mars 2010 avec la prise de contrôle de la compagnie allemand Bremenfly qui dessert plusieurs villes au Maroc, en France, Pays-Bas, Allemagne et au Belgique.

## Destinations

### Afrique
| Cité   | Aéroport (Code) | Aéroport (Code) | Aéroport (Nom)                 | Type d'avion                | Note |
| Cité   | IATA            | ICAO            | Aéroport (Nom)                 | Type d'avion                | Note |
| ------ | --------------- | --------------- | ------------------------------ | --------------------------- | ---- |
| Maroc  |                 |                 |                                |                             |      |
| Nador  | NDR             | GMMW            | Aéroport de Nador - Al Aroui   | Airbus A320, Boeing 737-400 |      |
| Oujda  | OUD             | GMFO            | Aéroport Oujda-Angads          | Airbus A320, Boeing 737-400 |      |
| Tanger | TNG             | GMTT            | Aéroport Tanger - Ibn Battouta | Airbus A320, Boeing 737-400 |      |

### Europe
| Cité       | Aéroport (Code) | Aéroport (Code) | Aéroport (Nom)                   | Type d'avion                | Note |
| Cité       | IATA            | ICAO            | Aéroport (Nom)                   | Type d'avion                | Note |
| ---------- | --------------- | --------------- | -------------------------------- | --------------------------- | ---- |
| Allemagne  |                 |                 |                                  |                             |      |
| Dusseldorf | DUS             | EDDE            | Aéroport de Düsseldorf           | Boeing 737-400              |      |
| Belgique   |                 |                 |                                  |                             |      |
| Bruxelles  | BRU             | EBBR            | Aéroport de Bruxelles            | Airbus A320, Boeing 737-400 |      |
| Liège      | LGG             | EBCI            | Aéroport de Liège                | Airbus A320, Boeing 737-400 |      |
| France     |                 |                 |                                  |                             |      |
| Lyon       | LYS             | LFLL            | Aéroport de Lyon-Saint-Exupéry   | Boeing 737-400              |      |
| Paris      | CDG             | LFPG            | Aéroport Paris-Charles-de-Gaulle | Boeing 737-400              |      |
| Pays-Bas   |                 |                 |                                  |                             |      |
| Amsterdam  | AMS             | EHAM            | Aéroport d'Amsterdam-Schiphol    | Airbus A320, Boeing 737-400 |      |